# Lápi póc
A lápi póc (Umbra krameri) a csontos halak (Osteichthyes) főosztályának a sugarasúszójú halak (Actinopterygii) osztályába, ezen belül a csukaalakúak (Esociformes) rendjébe, a pócfélék (Umbridae) családjába tartozó védett faj.
A póchalakra jellemzően kis ragadozó hal, melynek egyedüli európai képviselője ez az aránylag rövid életű négy évnél tovább csak ritkán élő Magyarországon fokozottan védett faj. Állományának jelentős csökkenését a mocsarak lecsapolása és újabban a természetes ellenségeként megjelenő ragadozó amurgéb is fenyegeti.

## Elnevezései
- Népies elnevezései: békahal, bobálik, bobály, ebhal, ebihal, kiskutyahal, kutyahal, peczehal, petehal, pócz, póczhal, ribahal, rucahal
- Más nyelveken: angolul: European mudminnow, csehül: Tmavec hnëdy, Blatnâk tmavy németül: Europäischer Hundsfisch, Ungarischer Hundsfisch, franciául: poisson-chien, lengyelül: Muławka bałkańska, horvátul: Crnka, ukránul: Собача риба, szlovákul: Blatniak tmavý.

## Származása, elterjedése
Az euroszibériai fajkomplexum termofil csoportjának a Duna vízrendszeréhez tartozó reliktum, endemikus faja. Elterjedésének fő területe a Kárpát-medence. Előfordulásáról Vutskits György a következőket írta 1901-ben: 

„Hazánkon kívül Európának aránylag kevés helyéről ismerik. Kimutatták az alsó-ausztriai Moosbrunn mellett, Szerbiában Negotin közelében és Odessza környékén Oroszországban.”

– Vutskits György

A nagy (19. századi) folyószabályozásokig általánosan elterjedt, elsősorban az Alföldön és a Kisalföldön. A szabályozások és a mocsarak lecsapolása után megritkult: 

„Magyarországon a Fertő lápos helyein, Budapest mellett az Ördög-árokban, a Zala vizében, Zala-Tapolca környékén, Tihanyban, a bihari Sárrétben, a Bodrogközben, nevezetesen az Ecsedi-láp és a 
Szernye-mocsár világában él, Petényi, Heckel és Kner, dr. Chyzer és Herman Ottó kutatásai szerint. Nekem sikerült újabban megtalálni a keszthelyi Kis-Balatonban és a somogymegyei „Nagyberekben”, a Lengyeltóti melletti Tatárvár hegyközség és Buzsák község között lévő turfás területen … Medic e fajra 1896-ban a Duna kiöntéseiben, Zimony táján akadt rá …”

–  Vutskits György

.
Jelenleg a Duna-deltáig található meg, ide értve a Prut és más, kisebb romániai folyók alsó szakaszát. Emellett a Dnyeszter alsó szakaszán is előfordul. A Duna-delta, a Prut és a Dnyeszter vízgyűjtőjén élő állományt Kux és Libosvársky (1957) külön alfajként, Umbra krameri pavlovi néven írta le néhány morfológiai bélyeg, illetve a hosszabb élete alapján.

### Előfordulása Magyarországon
- Duna (Ráckeve), Dunavölgyi-főcsatorna, gödi tőzegfejtő, Hansági-főcsatorna, Öreg-Duna (szigetközi mellékágak), Rábca, Sződi-patak, Veresegyházi-tó, Illés-tó (Szada)
- Balatonedericsi-séd, Csákvári-rét, Jamai-patak, Kiskomáromi vízfolyás, Ordacsehi-berek, Zala
- Dráva (holtágak és Őrtilosnál a főmeder), Kerka, Mura (holtág, Letenyénél a főmeder)
- Ágasegyházi-rét, Dong-éri-főcsatorna, Égerláp (Ócsa), Kis- és Nagy-Csukás-tó (Kiskőrös), Kolon-tó (Izsák), Kondor-tó (Fülöpháza), Kurjantó-tó (Fülöpszállás), Orgoványi-rét, tőzegbányató (Ásotthalom), Tőzeges (Szank), Vörös-mocsár (Császártöltés)
- Almási-patak (Tóalmás), Bodrog (főmeder és holtágak), Bódva (égerláp), Csaronda, Farmosi-tavak, Gőgő-Szenke patak (Jánkmajtis, Nagyszekeres), Hajta, Hejő, Keleti-főcsatorna, Szamos (holtág), Takta (Tiszaluc, Tarcal), Tápió, Tisza (holtágak), Tiszadobi-ártér Természetvédelmi Terület, Tiszakarádi-főcsatorna
- Berettyó, Ér, Fekete-Körös, Kutas-főcsatorna, Pocsaji-láp
- Kis-Balaton, Tisza-tó, Egyek-pusztakócsi-mocsarak
- egyéb sekély állóvizek, sík- és dombvidéki csatornák, vízfolyások

A felsoroltakon kívül van néhány zárt előfordulása is. Az akvaristák telepítéseinek köszönhetően már a múlt században feltűnt Ausztriában, Németországban és Oroszországban. Az utóbbi időkben a lengyelországi Pogórze tógazdaságban Felső-Szilézia és a Mazuri-tavak vidékén, továbbá Németországban a Peitz környéki tőzeges tavaknál találtak lápi pócokat. A Fertő–Hanság Nemzeti Park és az ausztriai Donau-Auen Nemzeti Park a Fertőzugban (Mosontarcsa) próbálkozik visszatelepítésével.

## Megjelenése, felépítése
Kis, kissé nyújtott, enyhén zömök, oldalról lapított hal. Többnyire 5 centiméter hosszú, de akár 10-ig is megnőhet. Jellegzetessége a hosszú hátúszó és a hazai fajok többségétől eltérően szabályosan lekerekített farokúszó (Haltani).
Feje középnagy, orra rövid; hossza nagyjából annyi, mint szemámel átmérője. Szája félig felső állású, a szájhasíték enyhén felfelé néz, a felső állkapocs vége a szem alá ér. Fogazata apró fogacskákból álló kefefogazat, amely bevonja a köztes állcsontot (praemaxillare), a fogcsontot (dentale), az ekecsontot (vomer) és a szájpadcsontot (palatinum).
Hátúszója a test hátsó részén helyezkedik el, alatta található a has- és az alsó (farok alatti, anális) úszó. A hátúszó 3-4 kemény és 12-13 lágy sugárból áll, a sugarak hossza hátrafelé nem csökken. A kemény és lágy sugarak száma a mellúszóban 1 és 1-2, a hasúszóban 1 és 5, az alsó úszóban 2 és 5-6. A farokúszót 16 lágy sugár feszíti.
Kerek, sima szélű (cikloid), nagy, rugalmas (elasmoid) pikkelyei a fejtetőt, az arctájékot és a kopoltyúfedőt is beborítják. Oldalvonala nincs, de a helyén világosabb, aranyszínű — más források (Haltani) szerint rézvörös — sáv húzódik 30–35 pikkellyel. Testének alapszíne vörösesbarna, a fejen és a testen szabálytalanul elszórt fekete foltokkal. Alsó állkapcsa és úszói világosabbak, a hátúszó és a farokúszó tövén sötét foltsor húzódik. A törzsmagasság és törzshossz %-os aránya (Pi): 27, a fej- és törzshosszé (Ci): 27, a faroknyél magasságának és a törzshossznak (Fi) pedig: 13–15. A kopoltyútüskék száma 9.
Ikrájának átmérője kb. 2 mm. A kikelő lárvák 5–6 mm hosszúak. A teljesen kifejlett úszójú, 4-5 hetes ivadék 14 mm hosszú.

### Azonosítása határozóképlettel
A lápi póc határozóképlete
| latin név      | magyar név | pikkelyképlet | garatfogképlet | úszósugár hátúszó | úszósugár farok alatti |
| -------------- | ---------- | ------------- | -------------- | ----------------- | ---------------------- |
| Umbra krameri, | Lápi póc   | 30-35         | ---            | III-IV/12-13      | II-III/5-6             |

### Hasonló fajok
A póchalakra jellemzően kis és jellegzetes küllemű hal, amely a családjának egyetlen európai képviselője, tehát csak a nagyon felületes szemlélő tévesztheti össze valamely más fajjal. Esetleges a réti csík jöhet szóba hasonlóan barnás és lekerekített farokúszójú miatt, de az sokkal nyúlánkabb, és alsó állású szája körül bajuszszálakat visel. Az olykor ugyancsak barnás csukaivadékkal vagy az amurgébbel is összetéveszthető, de az előbbi orra hosszú és hegyes, a farokúszója pedig villás, az utóbbinak pedig két hátúszója van.

## Életmódja, élőhelye

### Élőhelye
A folyamszabályozás előtt tömegesen elterjedt a hűvös, növényekkel benőtt, álló vagy lassan áramló, tiszta vizekben, azóta a mocsarakba, tőzeggödrökbe, lápokba, növényzettel sűrűn benőtt alföldi tavakba szorult vissza (Haltani). Kifejezetten kedveli a mocsarakban húzódó keskeny csatornák növényzettel borított oldalát. Botta István 1981-ben a lápi pócok szezonális vándorlását figyelte meg állóvizek és a kisebb vízfolyások között, amit azzal indokolt, hogy a póc rendkívüli érzékeny a vízhőmérséklet ingadozására. A megfigyelt egyedek az adott időszakban kiegyenlítettebb hőháztartású helyeket választották.

### Életmódja
Gyorsan fejlődő, rövid életű faj. Teste már első életévében elérheti a 4–5 centiméter hosszt. Az ivarérettséget kétévesen éri el. Teljes hosszát harmadik évében éri el, és legkésőbb életének negyedik évében elpusztul.

Ragadozó hal: a fiatalabbak zooplanktonnal, az idősebbek férgekkel, bolharákokkal, puhatestűekkel, rovarlárvákkal és alkalomszerűen apró halivadékkal táplálkoznak. Ez utóbbiról írta Herman Ottó A magyar halászat (1887) című könyvében: 

„… de kitűnik itt rabló természete is, mely egészen csukaszerű; nemcsak a vele egy tartóban élő más fajbeli, nálánál kisebb halakat nyeldesi, hanem ráveti magát saját, apróbb véreire is; sőt nálam megtörtént, hogy az egyik akkora vérrokont kapott be, hogy nem bírta lenyelni s így belefult a falatba…”

– Herman Ottó

.
Rejtőzködő életmódját és a lesből támadást segíti elő testszíne. Vadászat közben a kiszemelt áldozattal egy irányba fordul, majd mellúszójának csavaros mozgatásával, úgyszólván észrevehetetlenül közelíti meg zsákmányát, amelyre hirtelen ráveti magát.
Sajátos felépítésű úszóinak sugarait külön-külön tudja mozgatni. Olyan, mint egy hajócsavar: fejjel felfelé vagy lefelé, 75 fokos szögben, tehát közel függélyesen is lebeg a vízben, miközben csak mellúszója mozog lassan és hátúszójának utolsó sugarai végeznek rezgő, hullámzó mozgást. Johann Jakob Heckel és Rudolf Kner a Fertő és a Balaton körüli lápos és mocsaras területen megfigyelte, hogy a réti csík, a kárász és a kölönte társaságában él elsősorban a mélyebb helyeken tiszta víz alatt. Egy helyen egyszerre legfeljebb 5-6 található. Úszás közben felváltva használja mell- és a hasúszóját, mint a szaladó kutya a lábát.
A mocsári életmódot segíti elő a kiegészítő légzőszervvé alakult úszóhólyag, amelynek sima falát a gázcsere érdekében sűrűn behálózzák a hajszálerek. Ezért az élőhelyén nem ritka oxigénhiányos időszakokban a szükséges oxigént a levegőből, szájon keresztül is fel tudja venni. Ha a vízben elég oxigén van, nem szorul erre a kiegészítésre. és tisztán kopoltyúval lélegzik.

### Szaporodása
Április-májusban ívik. Az ivarérett példányok színezete élénkebbé válik, a párosan ívó halak az előre kialakított fészekbe 5–8 szemenként mintegy 100–200 ikrát raknak 12–18 °C hőmérsékletű vízbe. Az ikrás a fészket a lárvák kikeléséig őrzi. Az ikra keléséhez 22 °C-on 7 nap, 12–16 °C-on 10 nap kell.

## Védelme
A környezeti változásokra érzékeny; a Duna elterelésekor 1992-ben több százezer lápi póc pusztult el a Szigetközben. Osztrák természetvédők 2003 októberében a Fertőzugban demonstrációs jelleggel 100 példány szabadon engedésével igyekeztek javítani a faj helyzetén.
- Magyarországon fokozottan védett (lásd. A védett és a fokozottan védett növény- és állatfajokról, a fokozottan védett barlangok köréről, valamint az Európai Közösségben természetvédelmi szempontból jelentős növény- és állatfajok közzétételéről szóló 13/2001. (V.9.) KöM rendelet 4. sz. melléklete szerint az természetvédelmi értéke 250 000 Ft.[11]
- Szerepel az IUCN (International Union for Conservation on Nature and Natural Resources – Nemzetközi Természetvédelmi Unió) Vörös Listáján, mint sebezhető (VU – vulnerable) faj. A VU kategóriába történő besorolás indoka A2c, amely azt jelenti, hogy az állomány csökkenés (A) legalább 20%-os lesz előreláthatólag vagy feltételezetten a következő 10 év vagy 3 generáció élettartama alatt (2) az elfoglalt terület, az előfordulási ráta és/vagy az élőhely minőségének romlása (c) miatt.[12]
- Szerepel az európai közösségi jelentőségű természetvédelmi rendeltetésű területekről szóló 275/2004. (X.8.) Korm. rendelet 2.A) számú mellékletében, mely alapján élőhelyei védettek a faj megőrzése érdekében.[13]
- A Balatoni Limnológai Kutatóintézet (BLKI) 2006 óta kiemelten foglalkozik a faj tanulmányozásával (Takács).
- A Magyar Haltani Társaság által meghirdetett szavazáson a leadott 5805 szavazat több mint felét megszerezve a 2023-as év hala lett (Haltani).

### Újratelepítések
A lápi póc állomány gyérülését elsősorban életterének szűkülése okozta, de az is igaz, hogy korábban nem volt igazi természetes ellensége. A Távol-Keletről származó amurgéb azonban gyorsan terjed európai élőhelyein, és egyéb fajok mellett a lápi pócot is erősen pusztítja.
A gyérülés ellensúlyozására egyes élőhelyein telepítik. Az újratelepítés egyik feltétele, hogy a telepíteni kívánt fajt tömegesen tudják mesterséges körülmények között szaporítani. A lápi póc ivadékait a világon elsőként a Szent István Egyetemen sikerült így előállítani; ez teszi lehetővé az állomány rendszeres frissítését.
A Szent István Egyetem Halgazdálkodási Tanszéke új élőhelyek kialakításával is segíti a faj fennmaradását, így 2010-ben Pest megyében a Szada melletti Illés-tóba helyeztek ki ivadékokat.
- Lápi póc telepítés a YouTubeon:

## Felhasználása
A folyamszabályozás előtti tömeges előfordulását jól jellemzi Herman Ottó A magyar halászat (1887) című könyvében: 

„Húsát a Szernyevidék szegénysége szükségből eszi. Az Ecsedi-láp környékének népe mérgesnek tartja, az előbbi helyen sertést és rucát is hizlalnak vele, mert rengeteg számmal van, és én láttam Dercen táján öblös csíkkast, mely tömve volt e kis rablóval…”

– Herman Ottó

Vutskits György szerint a lápi pócot Marcaliban az 1880-as években még árulták a piacon. Élelmiszernek csak a szegény nép vásárolta, máshol trágyázásra és takarmánynak használták.

### Internetes leírások a lápi pócról
- A faj szerepel a Természetvédelmi Világszövetség Vörös Listáján. IUCN. (Hozzáférés: 2011. január 4.)
- A faj adatlapja a FishBase oldalán. FishBase. (Hozzáférés: 2011. január 4.)
- A taxon adatlapja az ITIS adatbázisában. Integrated Taxonomic Information System. (Hozzáférés: 2011. január 4.)
- European Mud-minnow Umbra krameri Walbaum, 1792 (angol nyelven). biolib.cz. (Hozzáférés: 2010. június 13.)
- Umbra krameri Walbaum, 1792 — Overview (angol nyelven). Encyclopedia of Life. (Hozzáférés: 2011. december 29.)
- Umbra krameri Walbaum, 1792 (angol nyelven). uBio. (Hozzáférés: 2011. december 29.)